# 靴磨き

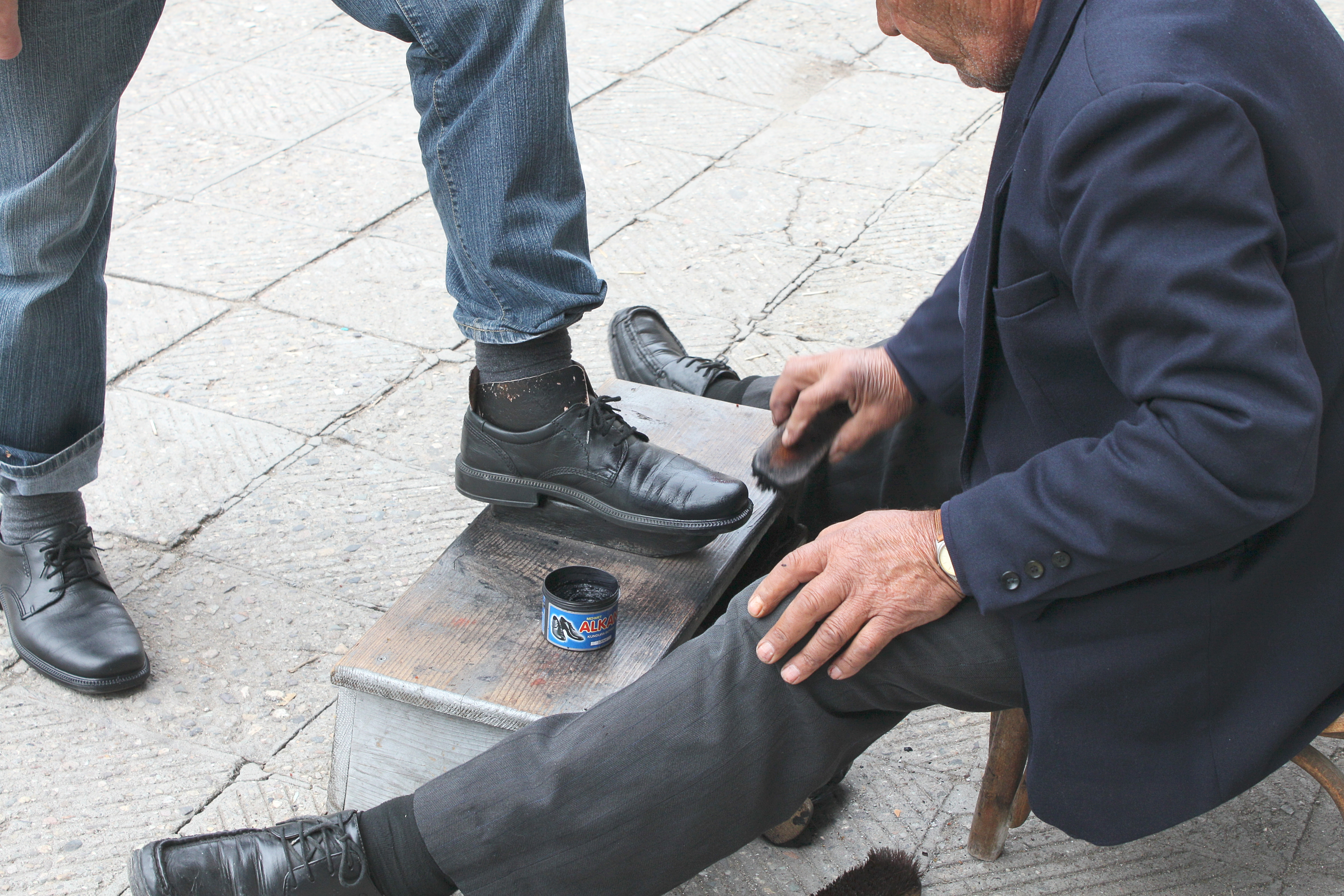
靴磨き

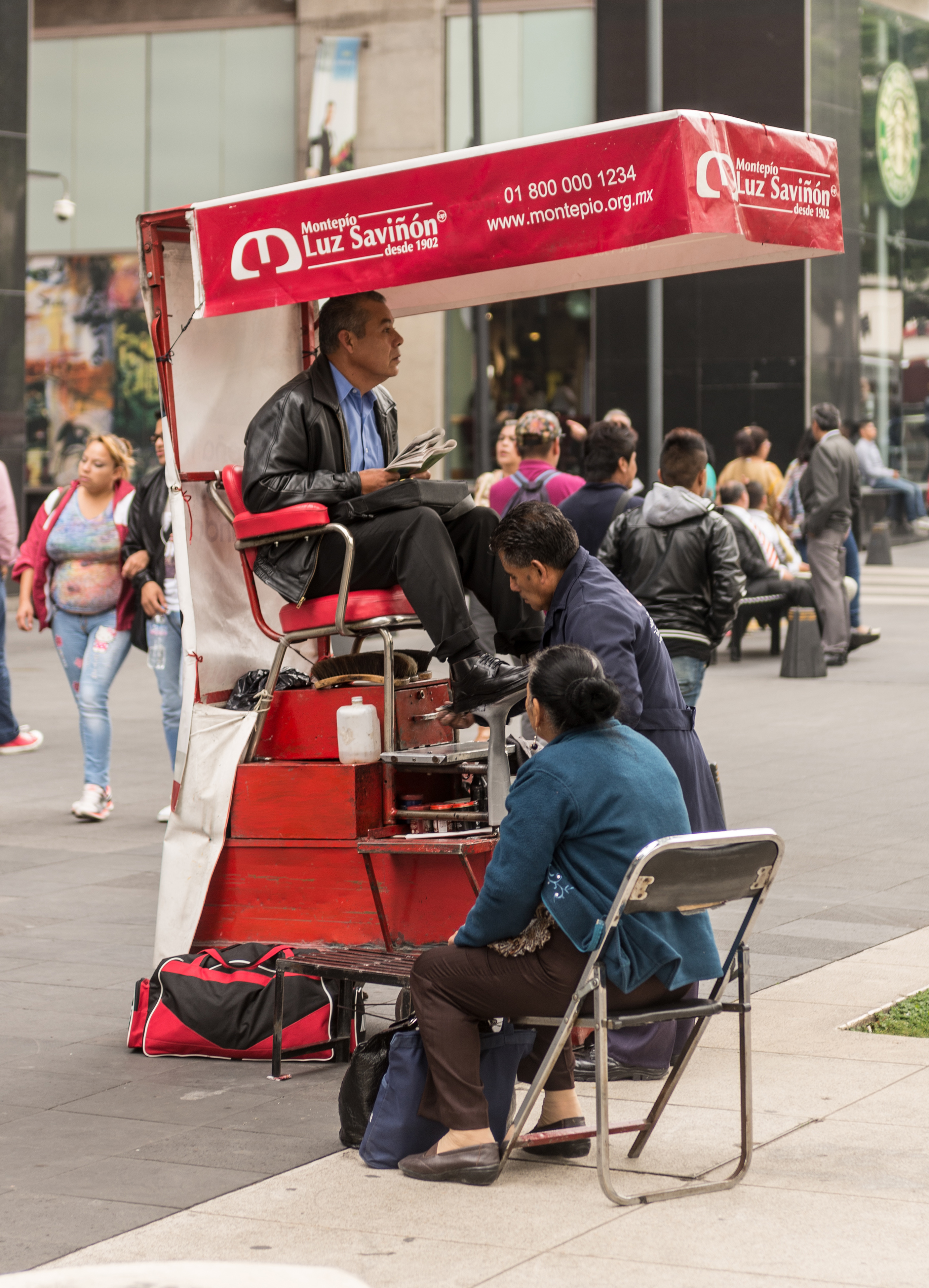
メキシコの靴磨き

靴磨き（くつみがき）は、革靴やブーツを磨く作業、またはその職業である。

## 概要
靴磨きは、革製品であるところの靴を、ワックスなどの油脂や靴墨を塗って、または何も塗らず乾いた状態で、ウエスのような布などでこする作業である。靴磨きにより、革靴やブーツの表面は汚れが落ち、つやを増し、また皮素材の柔軟性が維持され、長く使用に耐える。靴に詰まった泥などをブラシで払ったりもする。家庭においては家事の範疇で行われる。
職業としては、この靴を磨く作業を専門に行うもので、磨り減った踵を補強したり、ほつれた部分を直したりするなど、靴の補修や仕立てを行うこともある。かつては流しの露天商や訪問販売的な業態が主流であったが、日本において今日ではミスター・ミニットのようなチェーン店も多く、前述の露天商などは余り見かけられないものとなっている。

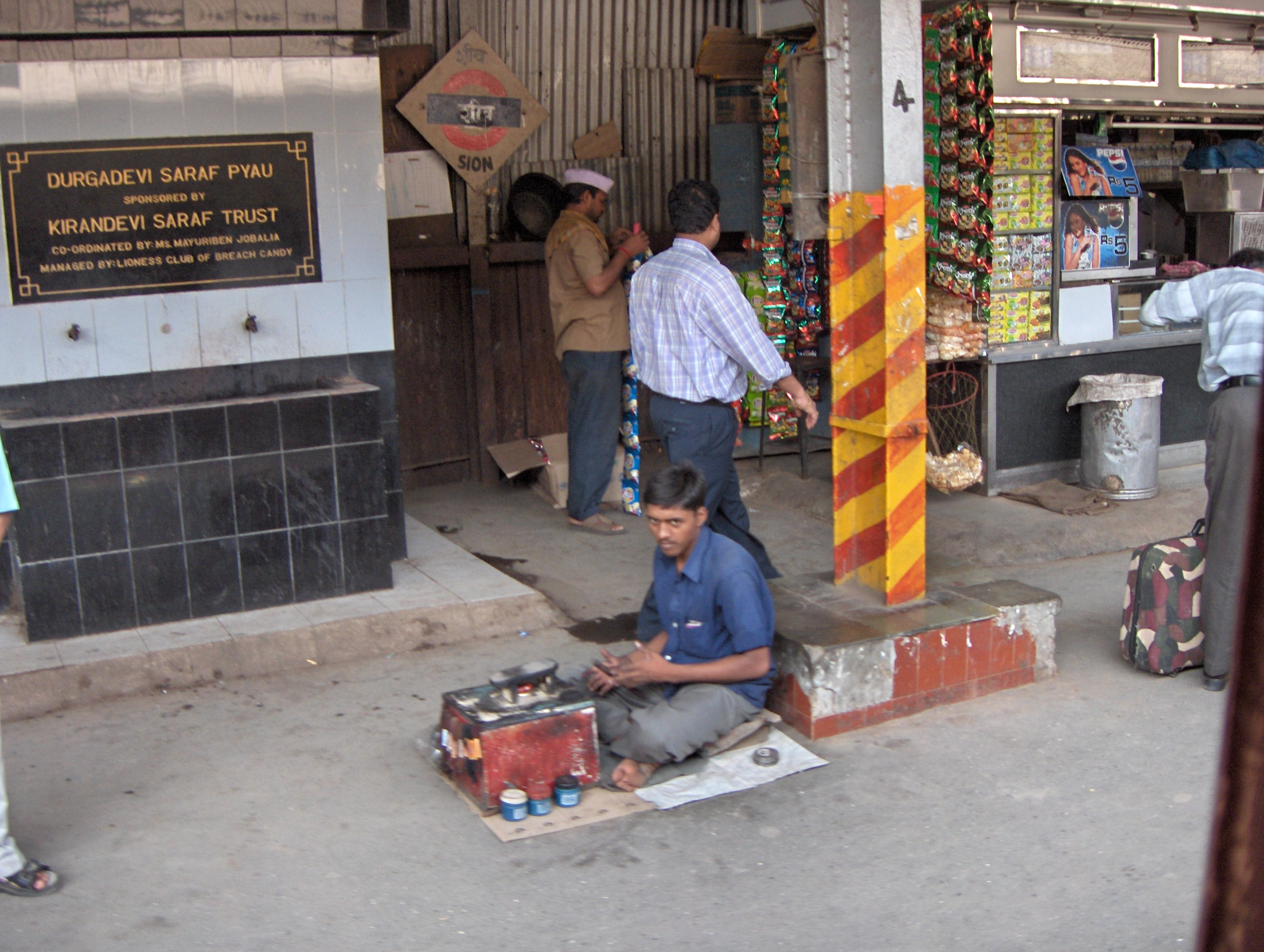
鉄道駅で靴磨きを行う少年（インドのムンバイ）

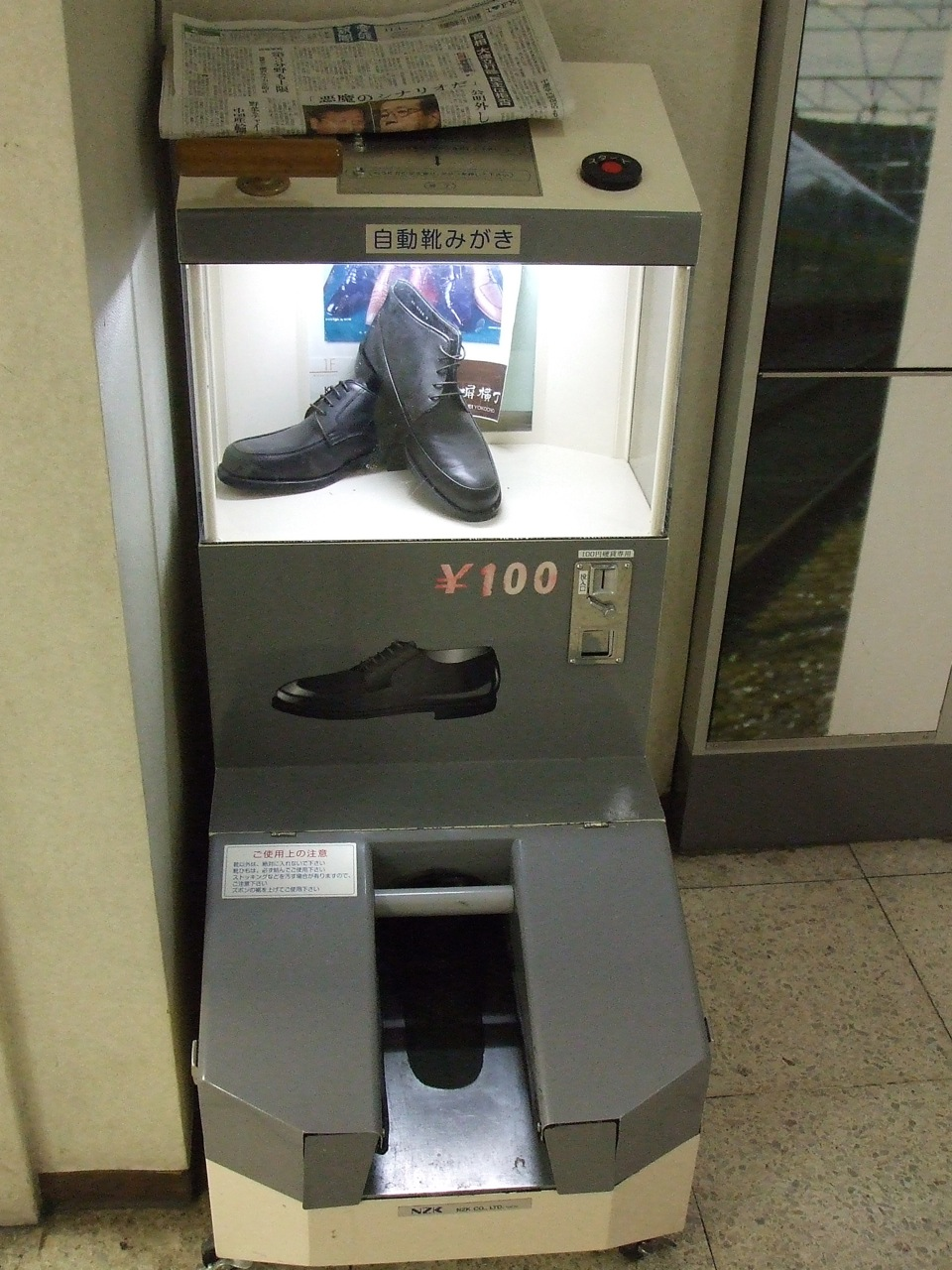
自動靴みがき（東京の八重洲地下街）

日本では第二次世界大戦の敗戦以降、社会の貧困と戦災孤児が浮浪児化したことから都市部を中心に所謂「シューシャインボーイ」と呼ばれる靴磨きを生業とする少年らがあふれた。彼らは靴磨き用の布を求めて映画館のラシャのシートやスクリーンを切り刻み持ち去ったため、東京都下の映画館内は惨憺たる状況となった。彼らの存在は『東京シューシャインボーイ』（1951年発表、歌：暁テル子、作詞：井田誠一、作曲：佐野鋤）などの歌にもなった。路上で靴磨きを始めるには道路使用許可と道路占用許可が必要となるが、取り締まりが強化されたことで、東京都内では昭和50年代から新規参入が難しくなり、許可を受けた者は2016年（平成28年）で5人、2020年（令和2年）で1人となっている。このため店舗型が増加している。
長谷川裕也は2004年（平成16年）、アルバイト暮らしをしていて生活に窮した時、友人と東京の丸の内オフィス街で、100円ショップで買った用具を使って1回500円で靴磨きを始め、高齢の職人から技術を学びつつ自分も工夫し、2017年（平成19年）からは出張靴磨きを請け負い始め、翌年には専門店「Brift H（ブリフトアッシュ）」を南青山で開業した。靴磨きのイメージや職人の地位向上を目指しており、2017年には、英国ロンドンで開かれた靴磨きの世界大会で初代チャンピオンになった。
経済状態の良好でない国や貧困層では、靴磨きの少年の収入が家計を支えたり、ストリートチルドレンとして自活するための収入源となることもある。アメリカ合衆国のソウルシンガーであるジェームス・ブラウンや公民権運動活動家のマルコムX、ブラジル大統領のルイス・イナシオ・ルーラ・ダ・シルヴァ、俳優の黒部進など、著名人の中にも靴磨き経験者がいる。

## 磨き方の種類
磨き方はこの2種類が知られている。
- 鏡面磨き（ハイシャイン）
  - 爪先を乳化性クリームと油性ワックスで磨く方法。2007年頃に長谷川裕也（前述）や、ブロガーのピカピカ靴磨きらにより日本で広まる。高度な技術が必要で、一部の靴磨き屋のみでしか出来ずにいたが、2018年に靴磨きYouTuberのWilliam Tempson（ウィリアム テンプソン）がコンパウンドを使用した鏡面磨きを発案し、難易度が一気に下がる。

- アンティーク磨き
  - 2色の乳化性クリームやワックスを使い、あえて古く見せる方法。

どちらも水で磨くのが基本だが、油性ワックスを塗った後、薄めたアルコールを用いる方法もある。
なお合成樹脂や合成皮革の大量生産によって廉価に販売されている靴は、基本的に靴磨きを必要としない。泥や汚れを払い落とし、或いは水洗いして陰干しするだけである。